# Ospedale Santa Maria Bianca
L'ospedale Santa Maria Bianca è un ospedale di prossimità situato a Mirandola, nella parte settentrionale della provincia di Modena.
Fondato già nel 1432 dalla congregazione dei Battuti, prende il nome dal patrono dell'ospedale, santa Maria Bianca, così chiamata per il suo mantello di colore bianco, identico a quello portato dai membri della confraternita. Prima dell'attuale sede, l'ospedale ebbe anticamente sede nella piazza del Duomo e poi nell'ex collegio dei Gesuiti, in via Francesco Montanari.

## Storia

### Origini
Le prime notizie di un hospitale a Mirandola risalgono al 1311, in un documento in cui si citano anche due succursali a Tiramuschio (oggi Tramuschio) e a Borgo Bonaga (poi chiamato Borgofuro o Borgonovo). Un altro ospedale gestito dai canonici regolari di Sant'Antonio di Vienne era situato a Roncole. Nel 1385 gli ospedali mirandolesi ricevettero cospicue somme di denaro derivanti da alcune eredità; peraltro gli antichi Statuti della terra del comune della Mirandola e della corte di Quarantola del 1386 garantivano l'esenzione dal dazio ai donatori di farina o frumento, oltre che di beni mobili e immobili.

### Fondazione

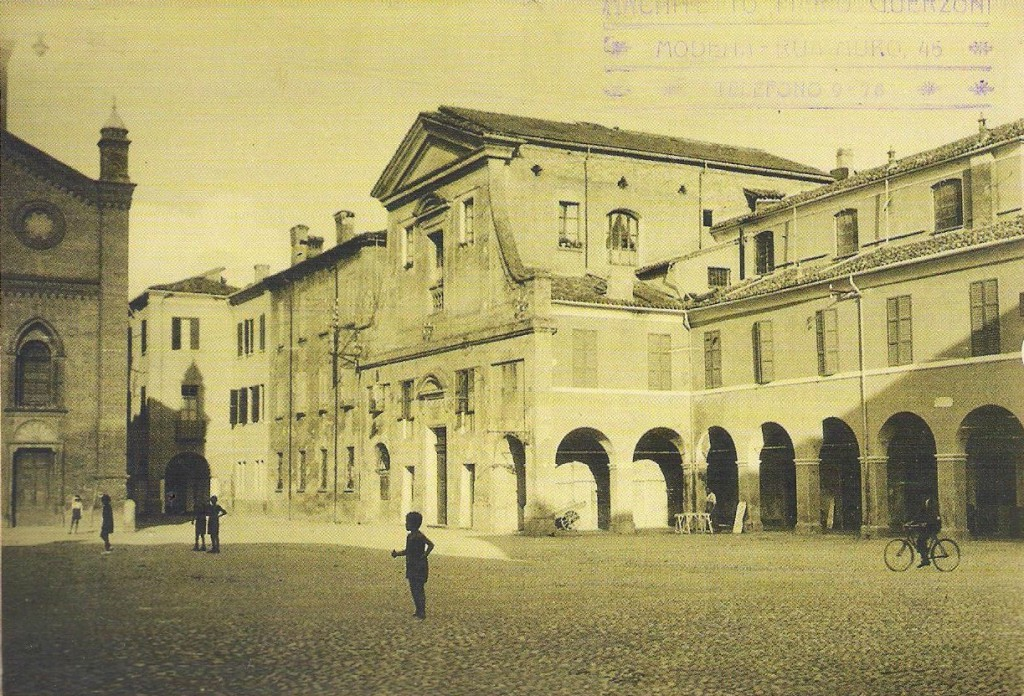
La chiesa sconsacrata delle mendicanti (ex chiesa di Santa Maria Bianca), abbattuta nel 1929 per far posto al palazzo della Milizia fascista

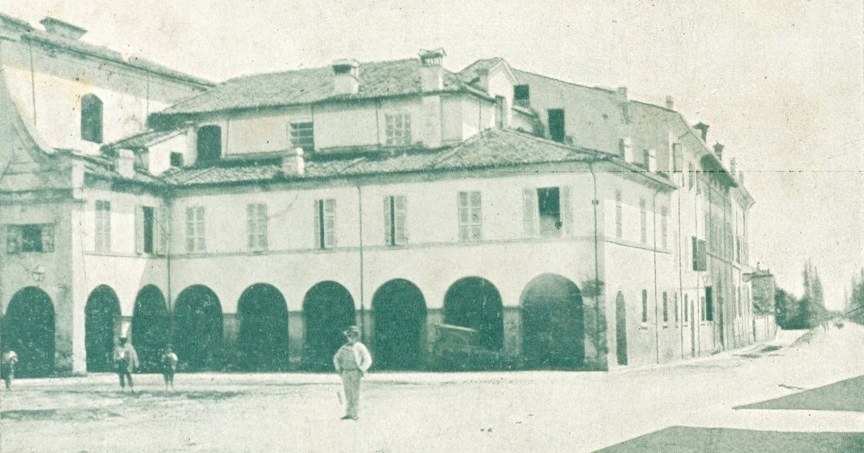
La Regia Pretura di Mirandola situata nell'ex ospedale dei Battuti, prima della demolizione in epoca fascista

Il Sacro Ospitale di Santa Maria Bianca venne fondato nel 1432 dalla Confraternita della Misericordia dei Battuti, al fine di «raccogliere e mantenere gli esposti, albergare i pellegrini e aver cura dei poveri infermi e dei pazzi». Dopo qualche anno l'ospitale venne ampliato grazie alla cospicua eredità di 550 libbre di bolognini lasciata nel 1448 dal nobile Francesco figlio di Antonio Padella della famiglia Manfredi. L'anno successivo i reggenti dell'Hospitale de Santa Maria Biancha ricevettero un'altra eredità con il testamento datato 15 marzo 1449 di Gerardo Padella (ultimo discendente di tale famiglia nobile e senza figli), che donò tutti i suoi averi, con la clausola che qualora si fosse deciso di chiudere l'ospedale tutti i soldi dell'eredità si sarebbero dovuti restituiti per intero alla parrocchia di San Michele arcangelo di Cividale. Tali lasciti consentirono di erigere un nuovo edificio nel Borgo Novo, a fianco del duomo di Mirandola.. Nel 1473 si ha notizia d un incendio che distrusse l'archivio storico.
Secondo un documento del 13 maggio 1574, redatto durante la visita pastorale di Eustachio Locatelli, vescovo di Reggio Emilia, la Confraternita mirandolese eleggeva annualmente un Padrino e due Massari, che vigilavano ed amministravano l'ospedale. Durante il XVII secolo l'ospitale, posto la protezione dei Principi della Mirandola, era gestito dal padrino (dal 1695 chiamato priore e che amministrava gli aspetti religiosi), dal Massaro (che si occupava degli aspetti finanziari) e da un consiglio di otto persone.

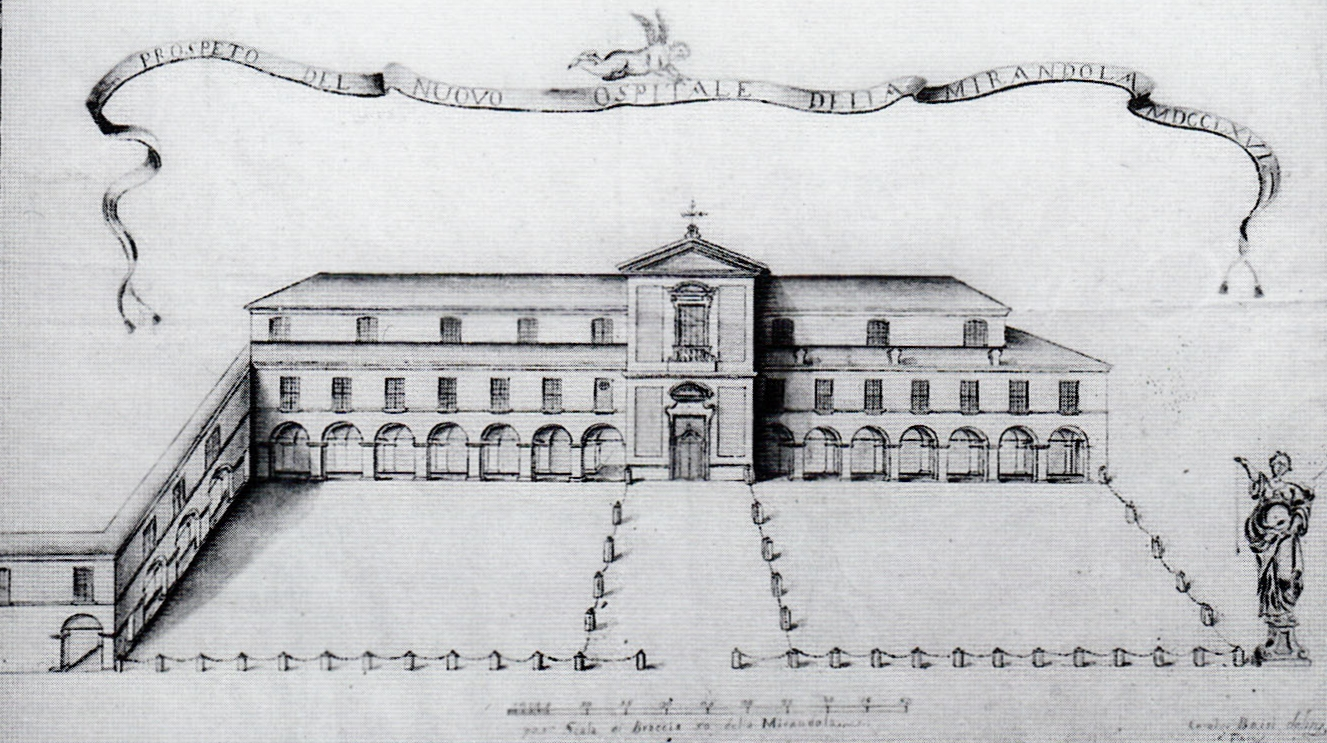
Prospetto del nuovo ospitale della Mirandola (1766)

Nel 1764 vennero istituite le antiche fabbriche ospedaliere e, dopo due anni, venne approvato un progetto per un grande edificio lungo 150 braccia mirandolesi (95,7 metri). Il complesso ospedaliero, inaugurato nel 1767, aveva una facciata caratterizzata da un lungo portico lungo la Strada Grande (attuale via Giovanni Pico) e disponeva di due cortili, di cui uno minore sul lato posteriore, mentre nella parte a nord (lateralmente al sagrato del Duomo) era collocato il cimitero. Nella piazza del Duomo era collocata la chiesa dei Battuti. Negli anni 1762-1764 l'edificio venne rifatto e il porticato esteso anche sulla piazza del Duomo, dove venne costruita anche il nuovo oratorio di Santa Maria Bianca (in seguito chiamato delle Mendicanti o della Beata Vergine Laureatana).
L'ospedale venne trasferito nel 1785 nell'ex collegio dei gesuiti, mentre il vecchio edificio venne prima affidato all'ordine delle mendicant e poi ospitò la Regia Pretura di Mirandola e le carceri. L'antico stabile con i portici e la sconsacrata chiesa di Santa Maria dei Battuti sono andati perduti, essendo stati demoliti in epoca fascista per la realizzazione negli anni 1930 del palazzo della Milizia.

### Trasferimento all'ex collegio dei gesuiti

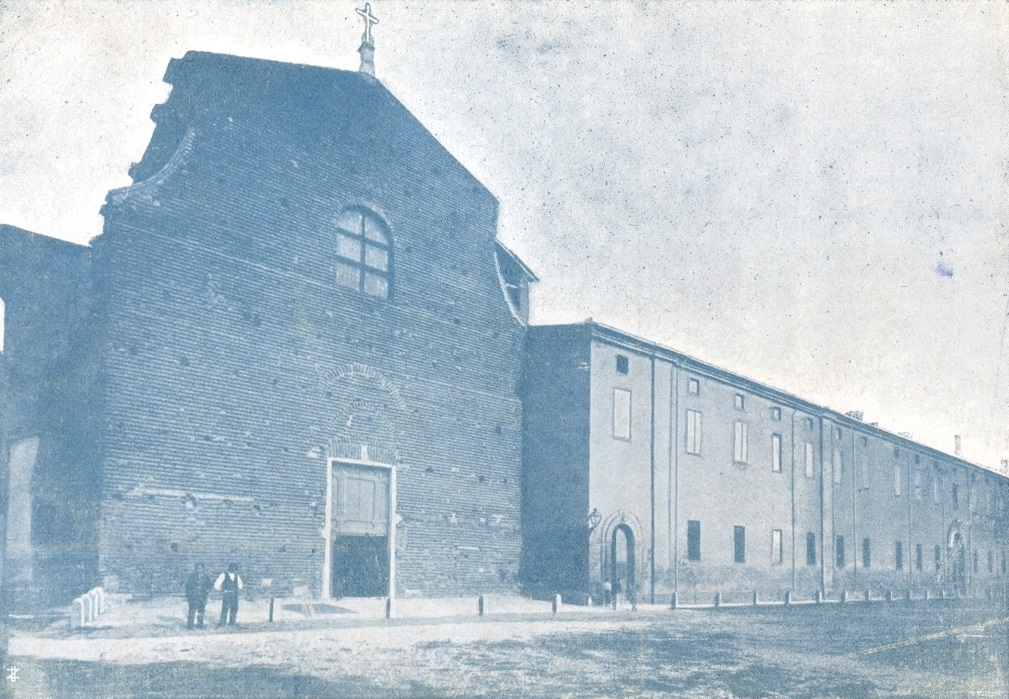
La chiesa del Gesù e il ricovero allestito nell'ex collegio dei gesuiti (inizi del XX secolo)

L'ospedale fu gestito dalla Confraternita della Misericordia fino al 1779, quando venne ceduto alla Congregazione generale delle Opere Pie Laicali e in seguito, nel 1791, alla Generale Amministrazione delle Opere Pie Laicali. Nel frattempo, però, l'ospedale era stato trasferito nel 1785 presso il grande seicentesco ex collegio dei Gesuiti (attuale via Francesco Montanari).
Il 23 dicembre 1807 venne istituita la nuova Congregazione di Carità, che gestì l'ospedale e il "Desco dei poveri" fino alla soppressione avvenuta nel 1937.
L'ospedale poteva accogliere solo gli ammalati della città di Mirandola, mentre i pellegrini potevano fermarsi fino a tre giorni. Nell'ex collegio fu allestito il reparto di maternità e degli esposti e aveva l'obbligo di accogliere, curare e custodire i pazzi, a cui erano state predisposte tre stanze. L'ospizio (o conservatorio) delle Esposte venne abolito nel 1823 ed accorpato in un unico edificio per ospitare anche i mendicanti. Nel 1844-1846 venne iniziata la costruzione di un manicomio, ma poi l'amministrazione ducale decise di inviare tutti i pazzi al Frenocomio di San Lazzaro a Reggio Emilia.

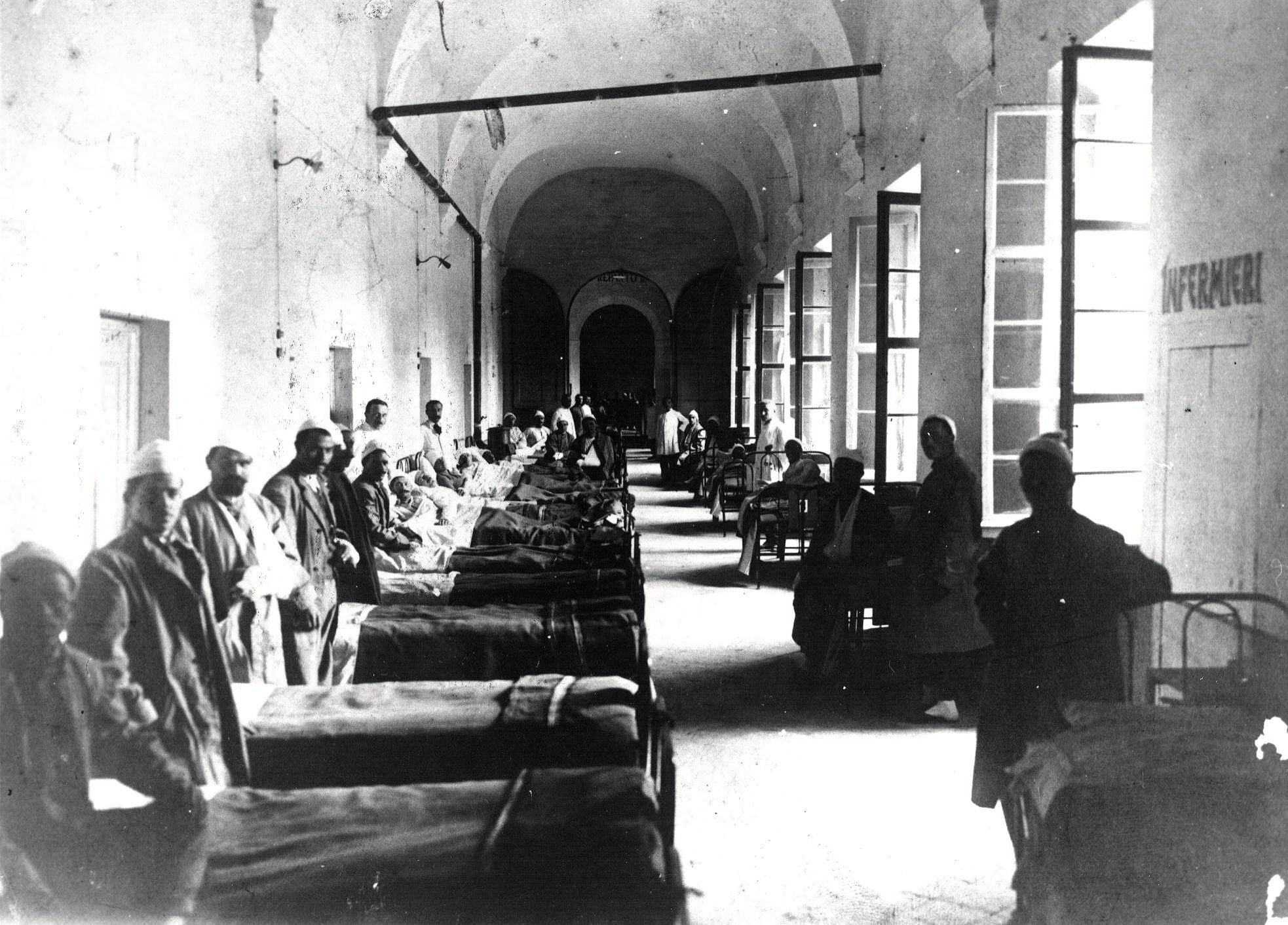
L'ospedale militare territoriale allestito durante la prima guerra mondiale nell'ex collegio dei gesuiti

Dal 1859 al 1866, durante la terza guerra d'indipendenza, l'ospedale curò molti soldati infermi, di stanza o di passaggio (all'epoca la vicina città di Poggio Rusco era ancora sotto il dominio austriaco del Regno Lombardo Veneto e il fronte era a una decina di chilometri a nord di Mirandola).
Nel 1880 circa venne edificata la camera mortuaria, utilizzata anche per le autopsie.
Nel 1908 l'ospedale venne finalmente trasferito nell'attuale sede all'esterno del viale di circonvallazione, mentre l'ex collegio dei gesuiti venne riutilizzato come ricovero per anziani,.
Peraltro, durante la prima guerra mondiale l'ex collegio gesuita tornò temporaneamente ad essere un ospedale militare territoriale per i feriti provenienti dal fronte orientale, mentre durante la seconda guerra mondiale fu adibito a sanatorio.
Ancora fino agli anni 1990, la parte meridionale dell'ex collegio dei gesuiti ospitò gli uffici amministrativi dell'Unità sanitaria locale n. 15 di Mirandola e il centro psichiatrico.

### Il nuovo ospedale

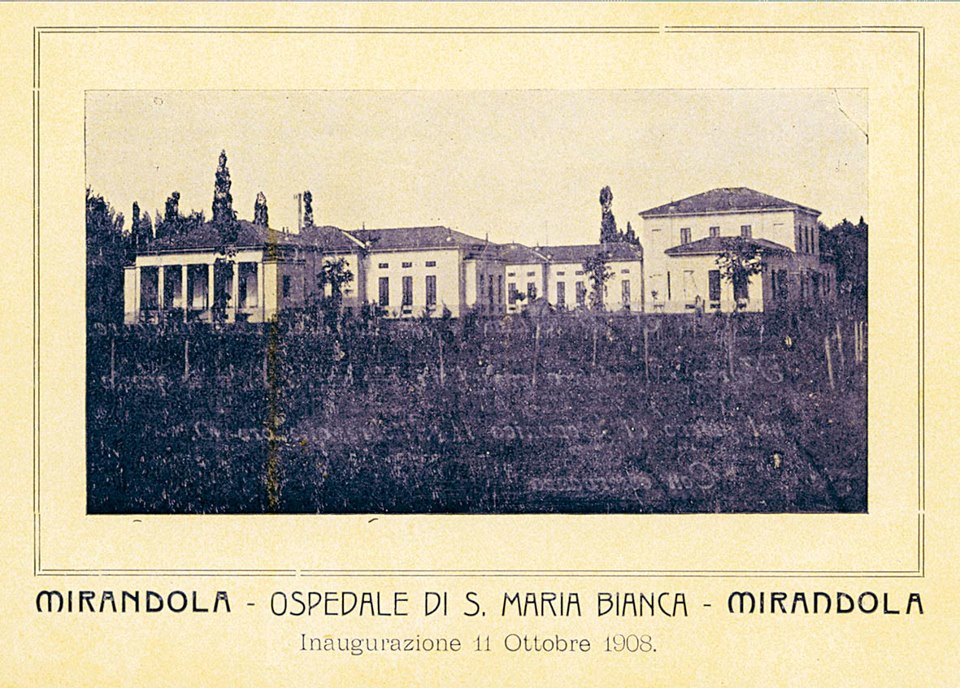
Inaugurazione del nuovo ospedale (11 ottobre 1908)

All'inizio del XX secolo si decise di costruire una nuova sede per l'ospedale, anche grazie ad una grande donazione ricevuta in eredità dall'ingegnere Pietro Tosatti (1846-1905), all'esterno dell'ex cinta muraria cittadina.
I lavori si conclusero in meno di due anni e l'11 ottobre 1908 l'ospedale Santa Maria Bianca venne definitivamente trasferito nel nuovo complesso, all'interno di un'ampia area verde a sud-ovest del centro storico, dove si trova tuttora.
La nuova struttura ospedaliera, progettata da Giulio Marcovigi (1870-1937) ed inaugurata alla presenza del ministro Guido Baccelli, era composta solo dal padiglione chirurgico e quello medico (che venne finanziato da Pietro Tosatti e presso cui operò anche il noto professor Mario Merighi, tisiologo e in seguito anche eletto all'Assemblea Costituente), mentre nel 1917 il terzo reparto per le malattie infettive. Con il miglioramento delle condizioni di vita (grazie ai moderni vaccini, al nuovo acquedotto e al completamento della bonifica di Burana), il terzo padiglione fu ceduto allo Stato nel 1948 e nel 1960 divenne la pediatria. Negli anni 1970 il reparto di ortopedia e fisiatria venne trasferito all'ospedale civile "Giuseppe Negrelli" di Concordia sulla Secchia, soppresso poi negli anni 1990.

### L'ospedale unico della Bassa modenese

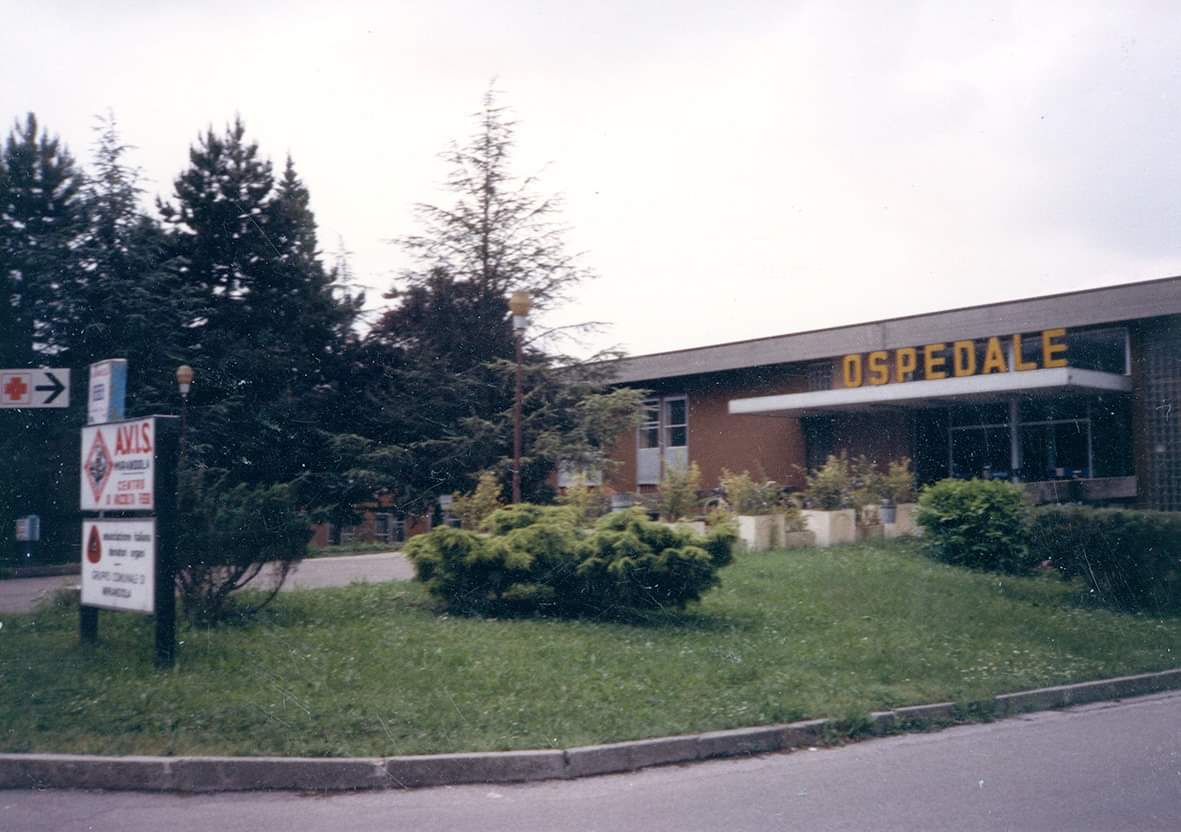
L'ingresso dell'ospedale di Mirandola nel 1988.

Dopo la chiusura dei vicini ospedali di Concordia sulla Secchia, San Felice sul Panaro e Finale Emilia, si pensò di concentrare a Mirandola le specialità delle strutture soppresse, realizzando un nuovo padiglione a disposizione dei circa 76.000 abitanti della bassa modenese. Per ridurre i costi, venne ridotto la ricettività ospedaliera, che passò dai 589 posti letto del 1982, ai 447 del 1990 e fino ai 332 del 1993.
Il 23 aprile 1994, dopo 18 mesi di lavori (costati complessivamente 20,3 miliardi di lire dell'epoca) è stato così inaugurato il cosiddetto Ospedale unico della bassa modenese.
Nel 2008 si è celebrato il centenario della sede di via Fogazzaro, con l'intitolazione del nuovo padiglione delle degenze alla memoria di Francesco Scarlini, che fu tra i fondatori della sezione locale dell'AVIS negli anni 1930, primario di medicina dal 1955 al 1978 e in seguito presidente della sezione decentrata della Scuola Infermieri fino al 1984. In particolare l'AVIS di Mirandola fu fondata nel 1950 dal Prof. Lino Smerieri, che diresse il Reparto Chirurgico dal 1954 al 1974. A lui l'Amministrazione Comunale intitolò la via che accede all'attuale Pronto Soccorso dell'Ospedale
Il 14 ottobre 2011 il Piano Attuativo Locale (PAL) approvato dalla Conferenza territoriale sociale e sanitaria (CTSS) declassò l'ospedale Santa Maria Bianca da ospedale d'area a ospedale di prossimità, assicurando attività di area medica e chirurghica a media-bassa complessità, ma comportando una globale diminuzione dell'offerta di servizi e una riduzione di posti letto e reparti.
A seguito del terremoto dell'Emilia del 2012, l'ospedale ha subito numerosi danni alle strutture, soprattutto quelle moderne (mentre gli edifici del 1908 hanno avuto poche lesioni), per un totale di 27.348.000 euro, che portarono già la mattina del 20 maggio 2012 ad evacuare tutti i pazienti, poi trasferiti negli altri ospedali della zona, e a realizzare un grande ospedale da campo temporaneo nel piazzale antistante. Il 25 giugno seguente si è tenuto il Concerto per l'Emilia per raccogliere fondi destinati alla ricostruzione degli ospedali Bernardino Ramazzini di Carpi e Santa Maria Bianca di Mirandola. Nei mesi successivi i reparti dell'ospedale sono stati progressivamente riattivati, pur con le limitazioni e i tagli imposti dal PAL 2011-2013.
A tal proposito, il 13 dicembre 2015 si è tenuto il primo referendum consultivo in Italia contro i tagli alle spese sanitarie, ovvero è stato chiesto ai cittadini mirandolesi un parere sull'avvio di "un percorso partecipativo per valutare la possibilità di rendere nuovamente operativo l'ospedale di Mirandola, come già avveniva prima del sisma 2012". Pur con un risultato del 99,05% di favorevoli, l'affluenza si è fermata al 44% e non si è raggiunto il quorum necessario.

## Struttura
L'ospedale di Mirandola occupa un'area di circa 39.000 m² su cui sono dislocati 19 fabbricati, quasi tutti collegati gli uni agli altri secondo il sistema dei blocchi, che ha sostituito quello dei padiglioni separati.
Prima del terremoto dell'Emilia del 2012 i posti letto erano 165.
Nel 2014 sono state ricoverate all'ospedale di Mirandola, che aveva a disposizione 130 posti letto, 5.973 persone con una durata media di degenza di circa 7,6 giorni (totale 37.000 giornate), mentre circa 24.000 furono gli accessi al pronto soccorso. Nello stesso anno sono nati 450 bambini (con una media di 21% parti cesarei) e compiute 1.954 operazioni chirurgiche, mentre i dipendenti ammontavano a 845 persone.
Secondo il vigente Piano attuativo locale sanitario la capacità sarà aumentata a 167 posti letto.
Nel 2017 l'Ospedale di Mirandola è organizzato in tre unità operative
Area medica
- Medicina Interna
- Pneumologia
- Cardiologia
- Terapia Semintensiva Polispecialistica
- Lungodegenza
- Day Hospital Oncologico

area chirurgica
- Chirurgia Generale
- Ginecologia
- Ortopedia

area materno-infantile
- Ostetricia
- Pediatria

Sono altresì presenti all'interno del nosocomio:
- ambulatori specialistici
- Pronto Soccorso
- Radiologia
- Endoscopia Digestiva
- Broncoscopia
- Laboratorio di Citopatologia
- Emodialisi
- Fisiatria e Riabilitazione
- due comparti operatori
- Centrale di Sterilizzazione
- Area Diurna